# Pedro Portocarrero (II marqués de Villanueva del Fresno)
Pedro Portocarrero, II marqués de Villanueva del Fresno, (c.1515-1557) fue un noble español, X señor de Moguer, II de Barcarrota y I de Montijo.

## Biografía
En 1544 sucedió  a su padre en el título nobiliario y estados de los Portocarrero, que incluían las villas de Moguer, Villanueva del Fresno y Villanueva de Barcarrota. Y desde el 1.º de enero de 1550 fue primer señor de Montijo por haber comprado la jurisdicción de esta villa al emperador y rey Carlos I.
Aunque fue dos veces casado, no tuvo hijos. Por su testamento hecho en 1551 disponía que la casa y estados que hubo de sus padres debían pasar a su hermano Alonso. Pero fundaba un mayorazgo al que vinculó la villa de Montijo en favor de su hermano Cristóbal Portocarrero, que fue el II señor de Montijo.
Murió sin descendencia en 1557. Había casado en primeras nupcias con Magdalena Pacheco, su tía. Y en segundas con María Enríquez de Ribera, su prima, que le sobrevivió bastantes años. 